# Myrtle Beach
Myrtle Beach também conhecida como Mirtle Beach é uma cidade localizada no estado norte-americano da Carolina do Sul, no Condado de Horry.
Myrtle Beach é um centro turístico, sendo conhecida pelas suas grandes praias, restaurantes de frutos do mar e excelentes shoppings. Mais de 14 milhões de turistas visitam a cidade anualmente. A área é muito popular para os visitantes que vem do Estado da Virgínia Ocidental, sendo que muitos turistas afirmam que a cidade é a região mais ao sul da Virginia Ocidental.

## História
Myrtle Beach era inabitada até 1900, quando uma ferrovia foi construída entre Conway e a região onde atualmente localiza-se Myrtle Beach. A estrada de ferro foi inaugurada em 1899 na localidade de Pine Island e foi estendida por 6,4 km em direção a futura cidade que estaria sendo construída.
Pelos idos de 1930, a cidade cresceu com a finalidade de incluir a localidade atual de Ocean Forest. O Canal intercostal (Intercoastal Waterway) começou a ser construído nessa década. Myrtle Beach foi incorporada como cidade de categoria secundária (town) em 1938, e incorporada para a categoria de cidade primária (city) em 1957, sendo que, nesta ocasião, a cidade foi renomeada como "Myrtle Beach", que é o mesmo nome das árvores da região, bem pelo fato da cidade estar localizada próxima de praias.
Myrtle Beach continuou a crescer, e nos anos 60, o centro de compras de Myrtle Beach (Myrtle Square Mall) foi construído e a cidade tornou-se associada com o turismo. A rota principal da cidade, US 17 Bypass, foi também construída nessa década.

## Demografia
Segundo o censo norte-americano de 2000, a sua população era de 22.759 habitantes, 10.413 residências ocupadas e 5.414 famílias. Com uma população metropolitana crescente por volta de 217.608 habitantes. A densidade populacional da cidade era de 523,7/km² e tinha 14.658 residências em geral. A composição racial da cidade era 81,16% brancos, 12,76% afro-americanos, 0,42% nativos americanos, 1,28% asiáticos, 0,13% nativos polinésios, 2,37% outras raças e 1,88% possuíam duas ou mais raças. 4,67% da população da cidade eram hispânicos, de qualquer raça.
Em 2006, foi estimada uma população de 28.597, um aumento de 5838 (25.7%).

## Geografia
De acordo com o United States Census Bureau tem uma área de
43,6 km², dos quais 43,5 km² cobertos por terra e 0,1 km² cobertos por água. Myrtle Beach localiza-se a aproximadamente 10 m acima do nível do mar.

## Localidades na vizinhança
O diagrama seguinte representa as localidades num raio de 16 km ao redor de Myrtle Beach.